# Trosiny
Trosiny (deutsch Trosienen) ist ein Ort in der polnischen Woiwodschaft Ermland-Masuren. Er gehört zur Gmina Sępopol (Stadt- und Landgemeinde Schippenbeil) im Powiat Bartoszycki (Kreis Bartenstein).

## Geographische Lage
Trosiny liegt zwei Kilometer südlich der Staatsgrenze zur russischen Oblast Kaliningrad (Gebiet Königsberg (Preußen)) in der nördlichen Mitte der Woiwodschaft Ermland-Masuren, elf Kilometer nordöstlich der Kreisstadt Bartoszyce (deutsch Bartenstein).

## Geschichte
Im Jahre 1349 wurde der damals Wangenicken genannte Ort erstmals erwähnt, der vor 1533 Tresien und nach 1533 Tresey sowie vor 1785 Trosien hieß. 1874 kam der Gutsbezirk Trosienen zum neu gebildeten Amtsbezirk Schönbruch (polnisch Szczukowo) im ostpreußischen Kreis Friedland, der 1927 in „Kreis Bartenstein“ umbenannt wurde. Im Jahre 1910 zählte Trosienen 53 Einwohner.
Am 30. September 1928 gab der Gutsbezirk Trosienen seine Eigenständigkeit auf und schloss sich mit der Landgemeinde Rockeln (polnisch Rogielkajmy) und den Gutsbezirken Adlig Woduhnkeim (Wodukajmy), Groß Poninken (Poniki), Koritten (Korytki) und Rettauen (Retowy) zur neuen Landgemeinde Groß Poninken zusammen.
Als 1945 in Kriegsfolge das gesamte südliche Ostpreußen an Polen überstellt wurde, erhielt Trosienen die polnische Namensform „Trosiny“. Heute ist das kleine Dorf eine Ortschaft im Verbund der Stadt- und Landgemeinde Sępopol (Schippenbeil) im Powiat Bartoszycki (Kreis Bartenstein), von 1975 bis 1998 der Woiwodschaft Olsztyn, seither der Woiwodschaft Ermland-Masuren zugehörig.

## Kirche
Bis 1945 war Trosienen in die evangelische Kirche Schönbruch (polnischer Teil Szczurkowo, russischer Teil Schirokoje) in der Kirchenprovinz Ostpreußen der Kirche der Altpreußischen Union, außerdem in die römisch-katholische Kirche St. Bruno in Bartenstein (polnisch Bartoszyce) im damaligen Bistum Ermland eingepfarrt.
Heute gehört Trosiny römisch-katholischerseits zur Pfarrei in Sępopol (Schippenbeil) im jetzigen Erzbistum Ermland, evangelischerseits zur Kirche in Bartoszyce, einer Filialkirche von Kętrzyn (Rastenburg) in der Diözese Masuren der Evangelisch-Augsburgischen Kirche in Polen.

## Verkehr
Trosiny liegt an einer Straße, die die Stadt Sępopol (Schippenbeil) mit dem Grenzdorf Szczurkowo (Schönbruch) verbindet und dort auf die polnische Woiwodschaftsstraße 512 (frühere deutsche Reichsstraße 142) trifft. Eine weitere Nebenstraße verbindet Trosiny mit den Nachbardörfern Rogielkajmy (Rockeln) und Retowy (Rettauen).
Eine Anbindung an den Bahnverkehr besteht nicht. Bis 1945 war Schönbruch die nächste Bahnstation und lag an der Bahnstrecke Wehlau–Heilsberg, die in Kriegsfolge im Grenzabschnitt aufgegeben wurde.